# 버피 (운동)
버피(Burpee)는 전신 운동의 일종으로, 근력 운동과 유산소 운동을 겸한 운동이다. 기본적인 버피의 동작은 다음과 같다.
1. 일어선 자세로 시작한다.
2. 손을 바닥에 댄 채로 스쿼트(squat) 자세를 취한다.
3. 플랭크(plank) 자세로 전환하면서 다리를 뻗고, 팔은 계속 편 상태로 있는다.
4. 다시 다리를 접으며 스쿼트 자세로 돌아온다.
5. 스쿼트 자세에서 일어선 후 다시 일어선 자세로 돌아온다.

이 기본 동작 외에도 변형된 형태의 여러 가지 버피 운동이 존재한다.